# Анна Белл Пікс
Анна Белл Пікс (англ. Anna Bell Peaks; Ейпріл Галлахер;  нар. 26 липня 1981, Чатсворт, Каліфорнія, США) — американська порноакторка і еротична фотомодель.

## Біографія
Ейпріл Галлахер народилася 26 липня 1981 року в Чатсворті, у Долині Сан-Фернандо міста Лос-Анджелеса, Каліфорнія. Після закінчення школи вступила в університет, де навчалася на бухгалтерку. Щоб оплатити навчання, їй довелося працювати в еротичному відеочаті, чим займалася до 34 років.

### Порноіндустрія
Потрапивши у порноіндустрію у віці понад 30 років, була віднесена до категорії MILF.
У 2016 році була номінована на Премію AVN за кращу роль у фільмі I Love Big Toys 41.
У 2017 році отримала нагороди у двох інших номінаціях, XBIZ, у категорії «Краща акторка відвертості» і «Краща акторка другого плану» за фільм Suicide Squad XXX: An Axel Braun Parody.
Знялася в понад 80 порнофільмах у порностудіях «Evil Angel», «Elegant Angel», «Digital Sin», «Зла», «Reality Kings», «Pure Play Media», «Naughty America», «New Sensations», «Digital Playground» або «Brazzers».

## Фільмографія (вибране)
- Dominance and Submission
- Inked Angels 5
- Lesbians and Their Big Toys
- Lex's Tattooed Vixens
- My Hotwife's Gangbang 3
- Thou Shalt Not Print Marks Upon Thee
- Whore's Ink 3